# Iwama Shin Shin Aiki Shurenkai
Iwama Shin Shin Aiki Shurenkai é uma organização internacional fundada por Hitohira Saito Sensei em Iwama, no dia 21 de fevereiro de 2004. Tem como objetivo compreender os princípios, o espírito e a técnica do Fundador, O Sensei Morihei Ueshiba, e de proteger e difundir os seus ensinamentos através da doutrina e da metodologia de Morihiro Saito Sensei. Todos aqueles que queiram estudar seriamente a tradição japonesa e o Budo podem fazer parte de Iwama Shin Shin Aiki Shurenkai e treinar o espírito e o corpo de forma cooperativa e amigável para compartilhar o objetivo do Aikido, alcançar a Paz Mundial.
A organização possui dojos pelo mundo inteiro, sendo estes países o Brasil, Argentina, Uruguai, Venezuela, Republica Dominicana, Chile, Perú, Portugal, Itália, Bélgica, Dinamarca, França, Alemanha, Russia, Eslováquia, Suécia, Suiça, Turquia, Reino Unido e Estados Unidos.

## Filosofia
“Preservamos e compartilhamos a grande influência do meu pai, Morihiro, ao mesmo tempo que permanecemos fiéis à herença técnica e espriritual que nos foi legada pelo Kai-cho Morihei Ueshiba. Tentamos continuamente melhorar com a práctica intensiva e sistemática do kihon, e acreditamos que cada treino é uma oportunidade única de nos sentir mais próximos do Fundador. Em primeiro lugar aplico este treinamento permanente a mim mesmo”.
Hitohira Saito Soke

## Características de Treino
KATAI KEIKO: Katai significa "sólido" e keiko “treino”. Katai Keiko refere-se a uma prática "estática" das técnicas (por oposição à dinâmica ki-no-nagare) e visa corrigir os ângulos e posições. Ao praticar katai keiko o uke deve ser resistente, forte e realista em cada momento de seu ataque. É um treino fundamental para desenvolver a precisão técnica e a estabilidade corporal necessária para executar as técnicas de forma fluida ou “ki no nagare”.